# Црква Светог Николаја Чудотворца (Софија)
Црква Светог Николаја Чудотворца је руска православна црква у Софији. То је подворје Руске православне цркве. Од 1907. до 1934. била је руска посланска црква..

## Историја

### Почетак
На крају руско-турског рата 1877-1878, у Софији се формирала значајна руска заједница коју су углавном чинили руски стручњаци. Тада су постојали планови да се за њу уреди посебан храм.
Градске власти су 1882. године обезбедиле плац од 1400 квадратних метара на месту истовремено порушене пијачне џамије. Комисија основана за изградњу храма почела је да прикупља прилоге. Постављање храма планирано је 1902. године, међутим, из разних разлога (углавном политичких) то је одложено.
Све то време, припадници руске заједнице молили су се у сали која се налази у дипломатској агенцији.

### Данашњи храм
Полагање темеља данашње цркве обављено је 2. септембра 1907. године у присуству великог кнеза Владимира Александровича, бугарског војводе Фердинанда и престолонаследника Бориса.
Аутор пројекта је Михаил Тимофејевич Преображенски. До 1911. године зграда је била грубо готова, али је уређење и кречење настављено за више од две године.
Освећење храма било је 11. новембра 1914. године, на захтев бугарског егзарха Јосифа (Јовчева) (тада у расколу) предводио је митрополит доростолски и червенски Василије (Михајлов), уз концелебрације чланова његовог Синода и руско свештенство (што је прекршило претходни ред руског Синода да не дозвољава концелебрације) .
Уласком Бугарске у Први светски рат октобра 1915. године на страни Централних сила (против Русије), прекинути су дипломатски односи Бугарске и Русије, евакуација дипломатског представништва и руског свештенства у Русију, богослужење у храму је заустављен.
Од 2. јануара 1920. до почетка 1923. године у Софији је деловала руска дипломатска мисија владе генерала Антона Дењикина на челу са Александром Петрјајевим; поверена јој је заштита интереса руских избеглица и руске цркве у Бугарској. После затварања мисије, њену имовину, заједно са имовином цркве, запечатила је комисија коју је именовало бугарско Министарство спољних послова и вероисповести.
Храм, који је био под јурисдикцијом Руске православне заграничне цркве, наставио је са радом, али без своје имовине и архиве – све до 1933. године, када је, уочи успостављања бугарско-совјетских дипломатских односа, влада Народног блока донела одлуку да се црквена имовина пренесе  руске цркве у Софији, оцу Н. Владимировском. После напетих преговора о условима за успостављање дипломатских односа, 15. септембра 1934. године црква при Посланству СССР-а је предата на привремено коришћење бугарској држави коју је представљало Министарство спољних послова и вероисповести; Министарство је 18. децембра исте године пренело цркву и сву њену имовину Софијској митрополији Бугарске православне цркве.
Након успостављања прокомунистичке владе „Отаџбинског фронта“ у Бугарској, јуна 1946. године, Совјетски Савез је дозволио неким руским емигрантима да узму држављанство СССР-а, што им је омогућило да храм пренесу на привремено коришћење за богослужење. 28. децембра 1946. године, после рестаурације и поправке[2], храм је пренет у надлежност Архиепископа Серафима (Соболева), администратора парохија Руске православне цркве у Бугарској (раније у епископији РПЦЗ). Архиепископ Серафим је сахрањен у крипти храма 1950. године.
Од новембра 1952. године има статус метохије Московске патријаршије у Софији.
1975-1977. године обављени су радови на рестаурацији живописа храма, 1982. године иконостас је поново позлаћен. Нове поправке су обављене од 1994 до 1996.